# Ишимов, Сайфулла Кильмухаметович
Сайфулла Кильмухаметович Ишимов (1825—?) — башкирский кантонный начальник. Зауряд-сотник (1855).

## Биография
Родился в 1825 году в селе Зианчурино Усерганской волости Оренбургского уезда Оренбургской губернии (ныне Кувандыкский район Оренбургской области). Происходил из башкир.
С 1843 года проходил службу в 10‑м башкирском кантоне, а с 1853 года — во 2-м отделении 7-го башкирского кантона.
С 1854 года являлся начальником 3-го отделения 10-го башкирского кантона.
Принимал участие в Крымской войне 1853—1856 годов, награждён бронзовой медалью на Андреевской ленте «В память Восточной войны 1853—1856 гг.»
В 1856—1860 являлся начальником 3‑го башкирского кантона (образован из 3-го отделения 10-го башкирского кантона, центр — Зианчурино).
Дальнейшая судьба неизвестна.